# Discofascigera vinei
Discofascigera vinei is een uitgestorven mosdiertjessoort uit de familie van de Frondiporidae. De wetenschappelijke naam van de soort is voor het eerst geldig gepubliceerd in 1909 door Gregory.